# Nemacheilus
Nemacheilus — рід прісноводних риб родини немахейлових (Nemacheilidae).
Довгий час Nemacheilus був загальною родовою назвою для більшості представників родини, всього було відомо майже 400 видів і підвидів. Проте серія ревізій, проведених Морісом Коттела 1984, 1990 і 2012 року, значно обмежила розміри роду. Тепер до його складу включають такі види:
- Nemacheilus anguilla  Annandale, 1919
- Nemacheilus arenicolus  Kottelat, 1998
- Nemacheilus argyrogaster  Kottelat, 2021
- Nemacheilus banar  Freyhof & Serov, 2001
- Nemacheilus binotatus  Smith, 1933
- Nemacheilus cacao  Bohlen, Kottelat & Šlechtová, 2022
- Nemacheilus chrysolaimos  (Valenciennes, 1846)
- Nemacheilus cleopatra  Freyhof & Serov, 2001
- Nemacheilus corica  (Hamilton, 1822)
- Nemacheilus elegantissimus  Chin & Samat, 1992
- Nemacheilus fasciatus  (Valenciennes, 1846)
- Nemacheilus kaimurensis  Husain & Tilak, 1998
- Nemacheilus kapuasensis  Kottelat, 1984
- Nemacheilus longipectoralis  Popta, 1905
- Nemacheilus longipinnis  Ahl, 1922
- Nemacheilus longistriatus  Kottelat, 1990
- Nemacheilus lunanensis  Li & Xia, 1987
- Nemacheilus marang  Hadiaty & Kottelat, 2010
- Nemacheilus masyae  Smith, 1933
- Nemacheilus monilis  Hora, 1921
- Nemacheilus nandingensis  Zhu & Wang, 1985
- Nemacheilus olivaceus  Boulenger, 1894
- Nemacheilus ornatus  Kottelat, 1990
- Nemacheilus pallidus  Kottelat, 1990
- Nemacheilus papillos  Tan & Kottelat, 2009
- Nemacheilus paucimaculatus  Bohlen & Šlechtová, 2011
- Nemacheilus pezidion  Kottelat, 2022
- Nemacheilus pfeifferae  (Bleeker, 1853)
- Nemacheilus platiceps  Kottelat, 1990
- Nemacheilus pullus  Kottelat, 2023
- Nemacheilus saravacensis  Boulenger, 1894
- Nemacheilus selangoricus  Duncker, 1904
- Nemacheilus spiniferus  Kottelat, 1984
- Nemacheilus stigmofasciatus  Arunachalam & Muralidharan, 2009
- Nemacheilus tebo  Hadiaty & Kottelat, 2009
- Nemacheilus troglocataractus  Kottelat & Géry, 1989
- Nemacheilus tuberigum  Hadiaty & Siebert, 2001
- Nemacheilus zonatus  Page, Pfeiffer, Suksri, Randall & Boyd, 2020

Всі ці риби мають морфологічну подібність, але родова належність кількох видів, включених до складу роду, досі залишається нез'ясованою. Коттела (1990) на основі пігментації та наявності збільшених лусочок уздовж бічної лінії виділив у складі роду три групи видів. Проте молекулярні дослідження показали, що в такому складі рід Nemacheilus є поліфілетичною сукупністю лише віддалено споріднених груп.
Це невеликі (зазвичай менше 10 см стандартної, тобто без хвостового плавця, довжини) видовжені риби.
Поширені виключно в Південно-Східній Азії: Індокитай, Малайський півострів, острови Суматра, Ява, Калімантан. Зустрічаються як у низинних, так і в горбистих районах. Водяться в струмках та річках з помірною течією та піщаним або гальковим дном. Бентосні риби, тримаються нещільними групами біля дна.